# 新小田原市民歌
「新小田原市歌」（しんおだわらしみんか）は、日本の神奈川県小田原市が1962年（昭和37年）に制定した2代目の市歌である。

## 概要
1950年（昭和25年）に市制10周年を記念して制定された初代の「小田原市民歌」（作詞・岩越昌三、作曲・石黒修三）が小田原市の現状にふさわしくないとの意見を受けて2代目の市歌を制定することになり、市居住者および通勤者を対象に歌詞を公募した。1962年7月の市民会館の開館に併せて公式に披露され、現在まで市民に広く歌い継がれている。作詞は小田原市立図書館の館員であった志沢正躬、作曲は水谷良一。東芝レコード（現在のユニバーサルミュージック・EMI Records）がA面にペギー葉山、立川澄人の独唱および東京合唱団の合唱、B面に東京管弦楽団演奏の行進曲アレンジ（インストゥルメンタル）を収録した赤盤シングルを製造している。
小田原市立の学校では1990年代まで音楽の授業で校歌とともに歌唱指導されたり、休み時間に放送されたりしていたが、現在は使われていない。また、市のホームページからは削除されているが、小田原市によるCDの貸し出しサービスがある。ときめき小田原夢まつりでは、小学生による合唱が行われた。小田原市民にとってはきわめて身近な存在である。